# Ahmed Mogni
Ahmed Mogni (Parigi, 10 ottobre 1991) è un calciatore francese naturalizzato comoriano, centrocampista svincolato della nazionale comoriana.

## Carriera

### Club
Ha giocato tra la seconda e la quinta divisione francese.

### Nazionale
Nel 2015 ha esordito in nazionale; è stato convocato per la Coppa delle nazioni africane 2021.

## Statistiche

### Cronologia presenze e reti in nazionale
| Cronologia completa delle presenze e delle reti in nazionale ― Comore | Cronologia completa delle presenze e delle reti in nazionale ― Comore | Cronologia completa delle presenze e delle reti in nazionale ― Comore | Cronologia completa delle presenze e delle reti in nazionale ― Comore | Cronologia completa delle presenze e delle reti in nazionale ― Comore | Cronologia completa delle presenze e delle reti in nazionale ― Comore | Cronologia completa delle presenze e delle reti in nazionale ― Comore | Cronologia completa delle presenze e delle reti in nazionale ― Comore |
| Data                                                                  | Città                                                                 | In casa                                                               | Risultato                                                             | Ospiti                                                                | Competizione                                                          | Reti                                                                  | Note                                                                  |
| --------------------------------------------------------------------- | --------------------------------------------------------------------- | --------------------------------------------------------------------- | --------------------------------------------------------------------- | --------------------------------------------------------------------- | --------------------------------------------------------------------- | --------------------------------------------------------------------- | --------------------------------------------------------------------- |
| 13-6-2015                                                             | Ouagadougou                                                           | Burkina Faso                                                          | 2 – 0                                                                 | Comore                                                                | Qual. Coppa d'Africa 2017                                             | -                                                                     | 73’                                                                   |
| 5-9-2015                                                              | Mitsamiouli                                                           | Comore                                                                | 0 – 1                                                                 | Uganda                                                                | Qual. Coppa d'Africa 2017                                             | -                                                                     | 73’                                                                   |
| 7-10-2015                                                             | Moroni                                                                | Comore                                                                | 0 – 0                                                                 | Lesotho                                                               | Qual. Mondiali 2018                                                   | -                                                                     | 65’                                                                   |
| 13-10-2015                                                            | Maseru                                                                | Lesotho                                                               | 1 – 1                                                                 | Comore                                                                | Qual. Mondiali 2018                                                   | -                                                                     | 52’                                                                   |
| 13-11-2015                                                            | Mitsamiouli                                                           | Comore                                                                | 0 – 0                                                                 | Ghana                                                                 | Qual. Mondiali 2018                                                   | -                                                                     |                                                                       |
| 17-11-2015                                                            | Kumasi                                                                | Ghana                                                                 | 2 – 0                                                                 | Comore                                                                | Qual. Mondiali 2018                                                   | -                                                                     |                                                                       |
| 24-3-2016                                                             | Mitsamiouli                                                           | Comore                                                                | 1 – 0                                                                 | Botswana                                                              | Qual. Coppa d'Africa 2017                                             | -                                                                     | 65’                                                                   |
| 6-10-2017                                                             | La Marsa                                                              | Mauritania                                                            | 0 – 1                                                                 | Comore                                                                | Amichevole                                                            | -                                                                     | 55’                                                                   |
| 11-11-2017                                                            | Saint-Leu-la-Forêt                                                    | Comore                                                                | 1 – 1                                                                 | Madagascar                                                            | Amichevole                                                            | -                                                                     | 87’                                                                   |
| 11-11-2020                                                            | Nairobi                                                               | Kenya                                                                 | 1 – 1                                                                 | Comore                                                                | Qual. Coppa d'Africa 2021                                             | -                                                                     | 70’                                                                   |
| 15-11-2020                                                            | Iconi                                                                 | Comore                                                                | 2 – 1                                                                 | Kenya                                                                 | Qual. Coppa d'Africa 2021                                             | -                                                                     | 81’                                                                   |
| 25-3-2021                                                             | Iconi                                                                 | Comore                                                                | 0 – 0                                                                 | Togo                                                                  | Qual. Coppa d'Africa 2021                                             | -                                                                     | 58’                                                                   |
| 29-3-2021                                                             | Il Cairo                                                              | Egitto                                                                | 4 – 0                                                                 | Comore                                                                | Qual. Coppa d'Africa 2021                                             | -                                                                     | 84’                                                                   |
| 1-9-2021                                                              | Iconi                                                                 | Comore                                                                | 7 – 1                                                                 | Seychelles                                                            | Amichevole                                                            | 2                                                                     | 56’                                                                   |
| 7-9-2021                                                              | Iconi                                                                 | Comore                                                                | 1 – 0                                                                 | Burundi                                                               | Amichevole                                                            | -                                                                     | 57’                                                                   |
| 13-11-2021                                                            | Sapanca                                                               | Comore                                                                | 2 – 0                                                                 | Sierra Leone                                                          | Amichevole                                                            | -                                                                     | 40’                                                                   |
| 31-12-2021                                                            | Gedda                                                                 | Malawi                                                                | 2 – 1                                                                 | Comore                                                                | Amichevole                                                            | -                                                                     | 80’                                                                   |
| 10-1-2022                                                             | Yaoundé                                                               | Comore                                                                | 0 – 1                                                                 | Gabon                                                                 | Coppa d'Africa 2021 - 1º turno                                        | -                                                                     | 77’                                                                   |
| 14-1-2022                                                             | Yaoundé                                                               | Marocco                                                               | 2 – 0                                                                 | Comore                                                                | Coppa d'Africa 2021 - 1º turno                                        | -                                                                     | 90’                                                                   |
| 18-1-2022                                                             | Garoua                                                                | Ghana                                                                 | 2 – 3                                                                 | Comore                                                                | Coppa d'Africa 2021 - 1º turno                                        | 2                                                                     | 90’                                                                   |
| 24-1-2022                                                             | Yaoundé                                                               | Camerun                                                               | 2 – 1                                                                 | Comore                                                                | Coppa d'Africa 2021 - Ottavi di finale                                | -                                                                     | 52’                                                                   |
| 25-3-2022                                                             | Iconi                                                                 | Comore                                                                | 2 – 1                                                                 | Etiopia                                                               | Amichevole                                                            | -                                                                     | 60’                                                                   |
| 3-6-2022                                                              | Iconi                                                                 | Comore                                                                | 2 – 0                                                                 | Lesotho                                                               | Qual. Coppa d'Africa 2023                                             | -                                                                     | 70’                                                                   |
| 7-6-2022                                                              | Lusaka                                                                | Zambia                                                                | 2 – 1                                                                 | Comore                                                                | Qual. Coppa d'Africa 2023                                             | 1                                                                     | 90+4’                                                                 |
| 24-3-2023                                                             | Bouaké                                                                | Costa d'Avorio                                                        | 3 – 1                                                                 | Comore                                                                | Qual. Coppa d'Africa 2023                                             | -                                                                     | 66’                                                                   |
| 28-3-2023                                                             | Moroni                                                                | Comore                                                                | 0 – 2                                                                 | Costa d'Avorio                                                        | Qual. Coppa d'Africa 2023                                             | -                                                                     | 59’                                                                   |
| 17-6-2023                                                             | Soweto                                                                | Lesotho                                                               | 0 – 1                                                                 | Comore                                                                | Qual. Coppa d'Africa 2023                                             | -                                                                     | 66’                                                                   |
| 9-9-2023                                                              | Iconi                                                                 | Comore                                                                | 1 – 1                                                                 | Zambia                                                                | Qual. Coppa d'Africa 2023                                             | -                                                                     |                                                                       |
| 17-11-2023                                                            | Iconi                                                                 | Comore                                                                | 4 – 2                                                                 | Rep. Centrafricana                                                    | Qual. Mondiali 2026                                                   | -                                                                     | 77’                                                                   |
| 21-11-2023                                                            | Iconi                                                                 | Comore                                                                | 1 – 0                                                                 | Ghana                                                                 | Qual. Mondiali 2026                                                   | -                                                                     | 68’                                                                   |
| Totale                                                                |                                                                       | Presenze                                                              | 30                                                                    |                                                                       | Reti                                                                  | 4                                                                     |                                                                       |